# Heng Shan (Hunan)
Planina Heng (kineski: 衡山; pinyin: Héng Shān, tj. „Planina ravnoteže”) je gorje/planina velikog povijesnog i kulturnog značaja za Kineze. Gorje je dugo oko 150 km i ima 72 vrha koji se pružaju od vrha Huiyana na jugu do planine Yuelu kod grada Changsha, u pokrajini Hunan (Kina). Poznata je i kao Južni Hengshan kako bi se razlikovala od istoimene planine na jugu, „Sjevernog Hengshana” (Heng Shan (Shanxi), koja je također jedna od „Pet svetih kineskih planina”
Planina je dom mnogim taoističkim svetištima i hramovima od kojih je najpoznatiji „Veliki hram južne planine” (南岳大庙; Nányuè Dàmiào) koji je najveći hram u južnoj Kini i najveći vjerski kompleks u pokrajini Hunan, a koji je svet i za budizam i konfucijanizam. Vrh je nazvan po gospođi Zhuzhun, junakinji srednjovjekovnog romana „Romansa o tri kraljevstva “, koja u kineskoj kulturi personificira ratobornu Amazonku, a prema predaji potomak je lokalnog vatrenog duha, cara Yana (Yan-di, 炎帝). Njemu je posvećen maleni kameni hram Zhurong na samom vrhu s „Terasom za razmišljanje o Mjesecu”. Planina je također povezana s legendarnim vladarom Shennongom, koji se poistovjećuje s vatrenim carem Yanom.
Od ostalih hramova ističu se budistički hram i samostan Zhusheng Si (祝圣寺; Zhùshèng Sì), izgrađen u 8. st. kod grada Hengyanga, u podnožju planine. 
Područje planine proglašeno je prirodnim rezervatom s tri ulaza, a na njegovoj sredini je došla autocesta s autobusnim linijama i žičara koja pokriva trećinu uspona do vrha Zhuzhong gdje je hram Zhurong. 
- Veliki hram južne planine
- Ulaz u hram Zhusheng
- Hram Zhurong i Terasa mjeseca
- Mauzolej Nanyue posvećen palima u Drugom kinesko-japanskom ratu

## Vanjske poveznice
|  | Zajednički poslužitelj ima još gradiva o temi Heng Shan (Hunan) |